# Bifröst (Islândia)
Bifröst é uma localidade na Islândia. Em 2018 tinha uma população de cerca de 179 habitantes.